# Зоя (императрица)
Вижте пояснителната страница за други личности с името Зоя.
Зо́я (на гръцки: Ζωή – „Живот“; ок. 978— юни 1050) е византийска императрица от 1042 година, дъщеря на император Константин VIII, съпруга на трима византийски императори (Роман III Аргир, Михаил IV Пафлагон, Константин IX Мономах), които се възкачват на престола благодарение на браковете си с нея.
След смъртта на втория си мъж е насилствено подстригана за монахиня, но в резултат на народни бунтове оставя монашеството и заедно със своята сестра Теодора застава начело на империята, а след това за трети път се омъжва. Умира без деца. По думите на историка Шарл Дил, историята на императрица Зоя – „несъмнено, е една от най-пикантните, каквито са се съхранили във византийските летописи, и една от най-много известните ни“.

## Императрица на Византия
През 1028 г., по време на предсмъртната болест на баща ѝ, който няма синове, 50-годишната Зоя е омъжена по политически причини за Роман Аргир. Така той получава императорския престол. Поставена от мъжа си на втори план, Зоя става играчка в ръцете на приближения към императора евнух Йоан, лансиращ в двора своя брат – красавец Михаил. Той подпомага сближаването на Михаил и Зоя.
След убийството на Роман III Аргир, по някои версии чрез поставяне на отрова от Зоя, тя веднага се омъжва за Михаил, който е провъзгласен за император (Михаил IV Пафлагон), но скоро се отдалечава от престарялата Зоя. Евнухът Йоан, завладял цялата правителствена власт, убеждава бездетната Зоя да осинови племенника на императора, Михаил Калафат, който след смъртта на чичо си е провъзгласен за император (Михаил V Калафат, 1041 – 1042).
На 10 декември 1041 г. Михаил IV Пафлагон умира. Императрица Зоя за втори път остава вдовица. Михаил V Калафат отстранява Йоан и изпраща изпадналата в мистицизъм Зоя в манастир през 1042 година. Премахването на Зоя послужва за сигнал за отдавна подготвян бунт в Константинопол, в резултат на който Михаил е свален и за императрици са провъзгласени Зоя и нейната по-малка сестра Теодора.
След месец и половина управление на сестрите, по настояване на придворните, 64-годишната Зоя се омъжва за трети път за Константин IX Мономах (1042 – 1054), вероятно бивш неин любовник. Ползвайки се с доста по-почетно положение отколкото при предишните императори, Зоя умира през 1050.